# FINA Champions Swim Series 2019
La FINA Champions Swim Series 2019 è stata la prima edizione del circuito della Federazione internazionale del nuoto, composta da una serie di tre meeting che si sono disputati tra il 27 aprile e il 1º giugno. La partecipazione dei nuotatori è ad invito e comprende i vincitori di medaglie olimpiche e mondiali, i detentori dei primati del mondo e gli atleti migliori del ranking mondiale 2018.
Per la prima edizione sono stati invitati 95 atleti (45 uomini da 15 paesi e 37 donne da 17 paesi). Il montepremi per la vittoria in ciascuna gara individuale ammonta a 10 000 dollari (16 000 per le staffette), a cui va integrato un bonus di 20 000 dollari nell'eventualità che venga stabilito un nuovo record del mondo (ad eccezione delle staffette).

## Calendario
| Nº | Sede         | Data                 |
| -- | ------------ | -------------------- |
| 1  | Guangzhou    | 27-28 aprile         |
| 2  | Budapest     | 11-12 maggio         |
| 3  | Indianapolis | 31 maggio - 1 giugno |

## Risultati

### Uomini
| Stile libero |              |                    |         |                |       |               |         |                |         |
| #            | Meeting      | 50m                | 50m     | 100m           | 100m  | 200m          | 200m    | 400m           | 400m    |
| 1            | Guangzhou    | Benjamin Proud     | 21"49   | Pieter Timmers | 48"60 | Sun Yang      | 1'46"12 | Sun Yang       | 3'42"75 |
| 2            | Budapest     | Benjamin Proud     | 21"52   | Pieter Timmers | 48"32 | Danas Rapšys  | 1'46"74 | Danas Rapšys   | 3'43"36 |
| 3            | Indianapolis | Vladimir Morozov   | 21"65   | Pieter Timmers | 48"36 | Danas Rapšys  | 1'45"56 | Gabriele Detti | 3'46"13 |
| Dorso        |              |                    |         |                |       |               |         |                |         |
| #            | Meeting      | 50m                | 50m     | 100m           | 100m  | 200m          | 200m    |                |         |
| 1            | Guangzhou    | Kliment Kolesnikov | 24"58   | Xu Jiayu       | 52"98 | Xu Jiayu      | 1'55"24 |                |         |
| 2            | Budapest     | Justin Ress        | 24"68   | Evgenij Rylov  | 52"81 | Evgenij Rylov | 1'55"92 |                |         |
| 3            | Indianapolis | Matt Grevers       | 24"78   | Ryan Murphy    | 52"99 | Jacob Pebley  | 1'56"35 |                |         |
| Farfalla     |              |                    |         |                |       |               |         |                |         |
| #            | Meeting      | 50m                | 50m     | 100m           | 100m  | 200m          | 200m    |                |         |
| 1            | Guangzhou    | Nicholas Santos    | 23"01   | Andrei Minakov | 51"44 | Masato Sakai  | 1'56"44 |                |         |
| 2            | Budapest     | Nicholas Santos    | 22"60   | Chad le Clos   | 51"25 | Kristóf Milák | 1'53"64 |                |         |
| 3            | Indianapolis | Nicholas Santos    | 22"94   | Michael Andrew | 51"87 | Chase Kalisz  | 1'56"91 |                |         |
| Rana         |              |                    |         |                |       |               |         |                |         |
| #            | Meeting      | 50m                | 50m     | 100m           | 100m  | 200m          | 200m    |                |         |
| 1            | Guangzhou    | Felipe Lima        | 26"68   | Fabio Scozzoli | 59"74 | Anton Čupkov  | 2'07"48 |                |         |
| 2            | Budapest     | João Gomes Júnior  | 26"64   | Fabio Scozzoli | 59"05 | Anton Čupkov  | 2'08"23 |                |         |
| 3            | Indianapolis | João Gomes Júnior  | 26"60   | Cody Miller    | 59"26 | Anton Čupkov  | 2'08"98 |                |         |
| Misti        |              |                    |         |                |       |               |         |                |         |
| #            | Meeting      | 200m               | 200m    |                |       |               |         |                |         |
| 1            | Guangzhou    | Shun Wang          | 1'57"24 |                |       |               |         |                |         |
| 2            | Budapest     | Jérémy Desplanches | 1'57"01 |                |       |               |         |                |         |
| 3            | Indianapolis | Chase Kalisz       | 1'58"41 |                |       |               |         |                |         |

### Donne
| Stile libero |              |                                 |         |                |         |                     |         |                |         |
| #            | Meeting      | 50m                             | 50m     | 100m           | 100m    | 200m                | 200m    | 400m           | 400m    |
| 1            | Guangzhou    | Cate Campbell                   | 24"00   | Sarah Sjöström | 52"82   | Sarah Sjöström      | 1'57"62 | Katinka Hosszú | 4'05"16 |
| 2            | Budapest     | Sarah Sjöström                  | 23"97   | Sarah Sjöström | 53"03   | Sarah Sjöström      | 1'56"58 | Ajna Késely    | 4'05"92 |
| 3            | Indianapolis | Pernille Blume                  | 24"08   | Sarah Sjöström | 52"97   | Penny Oleksiak      | 1'57"18 | Leah Smith     | 4'03"86 |
| Dorso        |              |                                 |         |                |         |                     |         |                |         |
| #            | Meeting      | 50m                             | 50m     | 100m           | 100m    | 200m                | 200m    |                |         |
| 1            | Guangzhou    | Fu Yuanhui                      | 27"60   | Fu Yuanhui     | 59"60   | Katinka Hosszú      | 2'09"05 |                |         |
| 2            | Budapest     | Anastasiia Fesikova             | 27"58   | Katinka Hosszú | 59"58   | Margherita Panziera | 2'06"41 |                |         |
| 3            | Indianapolis | Kylie Masse Anastasiia Fesikova | 28"20   | Kylie Masse    | 59"13   | Margherita Panziera | 2'06"64 |                |         |
| Farfalla     |              |                                 |         |                |         |                     |         |                |         |
| #            | Meeting      | 50m                             | 50m     | 100m           | 100m    | 200m                | 200m    |                |         |
| 1            | Guangzhou    | Sarah Sjöström                  | 25"55   | Sarah Sjöström | 57"16   | Zhang Yufei         | 2'07"36 |                |         |
| 2            | Budapest     | Sarah Sjöström                  | 25"32   | Sarah Sjöström | 56"78   | Katinka Hosszú      | 2'06"62 |                |         |
| 3            | Indianapolis | Sarah Sjöström                  | 25"48   | Sarah Sjöström | 56"42   | Hali Flickinger     | 2'06"40 |                |         |
| Rana         |              |                                 |         |                |         |                     |         |                |         |
| #            | Meeting      | 50m                             | 50m     | 100m           | 100m    | 200m                | 200m    |                |         |
| 1            | Guangzhou    | Imogen Louise Clark             | 30"71   | Ye Shiwen      | 1'07"48 | Ye Shiwen           | 2'22"53 |                |         |
| 2            | Budapest     | Julija Efimova                  | 30"26   | Julija Efimova | 1'05"99 | Julija Efimova      | 2'22"52 |                |         |
| 3            | Indianapolis | Lilly King                      | 29"63   | Lilly King     | 1'05"13 | Lilly King          | 2'21"39 |                |         |
| Misti        |              |                                 |         |                |         |                     |         |                |         |
| #            | Meeting      | 200m                            | 200m    |                |         |                     |         |                |         |
| 1            | Guangzhou    | Katinka Hosszú                  | 2'08"72 |                |         |                     |         |                |         |
| 2            | Budapest     | Katinka Hosszú                  | 2'08"81 |                |         |                     |         |                |         |
| 3            | Indianapolis | Katinka Hosszú                  | 2'08"50 |                |         |                     |         |                |         |

### Misti
| Stile libero |              |                                                                   |         |  |  |  |
| #            | Meeting      | 4x100m                                                            | 4x100m  |  |  |  |
| 1            | Guangzhou    | He Junyi Benjamin Proud Siobhan-Marie O'Connor Penny Oleksiak     | 3'28"84 |  |  |  |
| 2            | Budapest     | Jérémy Desplanches Justin Ress Michael Andrew Vladimir Morozov    | 3'27"63 |  |  |  |
| 3            | Indianapolis | Michael Andrew Jacob Pebley Kelsi Dahlia Ranomi Kromowidjojo      | 3'28"27 |  |  |  |
| Misti        |              |                                                                   |         |  |  |  |
| #            | Meeting      | 4x100m                                                            | 4x100m  |  |  |  |
| 1            | Guangzhou    | Ranomi Kromowidjojo Joao Gomes Junior Kelsi Dahlia Benjamin Proud | 3'48"55 |  |  |  |
| 2            | Budapest     | Anastasiia Fesikova Katie Meili Michael Andrew Vladimir Morozov   | 3'47"40 |  |  |  |
| 3            | Indianapolis | Jacob Pebley Lilly King Jack Conger Ranomi Kromowidjojo           | 3'46"21 |  |  |  |